# Zbąd
Zbąd – staropolskie imię męskie, jednoczłonowe, od "zbyć, zbyć się, zbywać".